# Таран літаком офісу компанії Connair
Тара́н літако́м о́фісу компа́нії «Connair» — авіаційна катастрофа, що сталася в середу вранці 5 січня 1977 року в результаті викрадення та умисного зіткнення літака «Beechcraft Baron 58» з комплексом будівель Connellan Airways на території аеропорту Аліс-Спрингс, унаслідок чого загинуло 5 людей, а ще 4 було поранено. Ця катастрофа є одним із двох зафіксованих випадків суїциду пілотів в історії Австралії. Інша подібна катастрофа відбулася в аеропорту Бенкстаун 1982 року.

## Пілот

Колін Річард Форман

Колін Річард Форман (англ. Colin Richard Forman, нар. 1953 — 5 січня 1977) — уродженець Великої Британії, походив із бідної сім'ї. Уже дорослим, приїхавши 1973 року до Австралії, він деякий час працював водієм трамваїв у Мельбурні, але був переведений кондуктором через те, що був безрозсудним (reckless) водієм.
Життя в Австралії Форману не сподобалось, він сумував за домівкою і прагнув повернутись на батьківщину. Не маючи достатньо коштів на таку поїздку, у 1974 році спробував підробити авіаквиток на рейс авіакомпанії Qantas. Його спроба була невдалою, підробку викрили, і Формана засудили за цей злочин.
У листопаді 1975 року Форман у Cessnock, New South Wales, здобув ліцензію комерційного пілота, і з січня 1976 року почав працювати другим членом екіпажу на літаку DH.114 Heron в компанії Connellan Airways. Другий член екіпажу в Connair фактично був бортпровідником, що літав на місці другого пілота. Він виконував обов'язки бортпровідника, допомагав пасажирам і, перебуваючи в кабіні пілота, мав паралельно навчатись, спостерігаючи за роботою пілота.
Щоб здобути статус другого пілота, Форману бракувало інструментального рейтингу, і для отримання відповідної кваліфікації його направили на навчання до Дарвіна, де при оформленні документів викрилась його попередня судимість за підробку авіаквитка, через що його звільнили з роботи. Згодом Форман влаштувався на роботу в авіакомпанію Ord Air Charter у містечку Кунунурра, але його новий працедавець невдовзі дізнався про судимість Формана, і цю роботу він також втратив. Форман звинувачував Connair у своїх негараздах: імовірно він вирішив, що це власник Connair, Едвард Коннеллан, повідомив керівництву Ord Air Charter про його проблеми із законом.

Наприкінці 1976 року Форман проживав у маленькому містечку Маунт-Айза, штат Квінсленд, заробляючи на життя випадковими підробітками, перевозячи вантажі і туристів на маленькій одномоторній Cessna. Бувши членом місцевого аероклубу, приблизно в жовтні 1976 року він сказав іншому учаснику аероклубу і місцевому журналісту North West Star таку фразу:
Якщо я не отримаю роботу до Різдва, ти про це дізнаєшся, і через тебе дізнається більшість світу.
На момент загибелі Форману було 23 роки.
Колеги й знайомі описували Коліна Формана як сором'язливого молодого чоловіка, з яким було важко знайти спільну мову. Один із його інструкторів з національної авіаційно-космічної академії відзначав, що Колін Форман був міцної статури, трохи повнуватий, розмовляв із сильним британським акцентом і був відлюдькуватим, майже не спілкувався зі своїми однокурсниками, не вживав алкоголь і ніколи не цікавився жінками. А ще він не слідкував за своєю гігієною, і доводилося час від часу нагадувати йому прийняти душ.
На відміну від особистого життя, у навчанні хлопець проявляв себе з найкращого боку, він був наполегливим і старанним, одним з перших закінчив курс і навіть був удостоєний спеціальної нагороди академії, як визнання його академічних успіхів. Форман походив з дуже бідної сім'ї, і щоб розплатитися за навчання в авіаційно-космічній академії, змушений був тяжко працювати, вдень він працював водієм трамвая, а вночі підробляв таксистом. Іноді консультував і допомогав іншим студентам за невелику плату в 1—2 долари.

## Перебіг подій
Колін Річард Форман відбув із Маунт-Айза за два дні до катастрофи і проїхав автомобілем понад 2000 км до Віндема, що у Західній Австралії, зупинившись на ніч у Кетріні на Північній Території. 5 січня він викрав Beechcraft Baron 58 (реєстраційний номер VH-ENA) з аеропорту Віндем і вирушив на ньому у свій останній політ.
З тою швидкістю, на яку здатен був викрадений літак, від Віндема до Аліс-Спрингс треба було летіти 4 години. Форман планував завдати удару о 10 ранку під час ранкової перерви («smoko time») в авіакомпанії, але не врахував різницю в часі між Західною Австралією та Північною територією, тому на місці опинився на годину пізніше задуманого, об 11 ранку. Вважається, що ця обставина зменшила кількість жертв, оскільки перерва вже скінчилась, і люди розійшлись по робочих місцях.

Діставшись до аеропорту Аліс-Спрингс, Форман передав по радіо останнє повідомлення:
Краще померти з честю, ніж жити без неї — Ехо — Листопад — Альфа» (англ. It is better to die with honour than live without it – Echo – November – Alpha.).
Після цього він вивів обидва двигуни на максимальну потужність і націлив літак у будівлю Connellan Airways. Чотири людини загинули безпосередньо під час зіткнення, включно із самим пілотом. Ще одна людина отримала серйозні опіки і померла через п'ять діб у лікарні. Ще четверо співробітників Connellan Airways отримали поранення і опіки.

## Жертви інциденту
За результатами інциденту загинуло 5 осіб (включно з самим пілотом-самогубцем):
1. Колін Річард Форман — пілот-самогубець, 23 роки, загинув на місці. Його тіло знайшли без голови позаду ангара, вважається, що голову йому відрубало одним із пропелерів літака[5].
2. Роджер Коннеллан — пілот і один із керівників Connellan Airways, син засновника авіакомпанії Едварда Коннеллана, 32 роки, загинув на місці.
3. Маркус Читтоні — інженер авіакомпанії, 31 рік, загинув на місці.
4. Рон Даймок — інженер авіакомпанії, 48 років, загинув на місці.
5. Ліана Наппі — секретарка, 19 років, отримала важкі опіки, померла через 5 днів в лікарні Аліс-Спрингс.

Ще 4 особи отримали важкі травми і опіки, але вижили.

## Послання вбивці

### Лист до міністерства транспорту
Цей лист, був датований 23 листопада 1976 року, але відправлений був лише 5 січня 1977 року, всього за кілька годин до катастрофи. Це свідчить про те що, ідея самогубства-вбивства виникла у Формана вже давно і всі деталі цієї акції, були ретельно продумані і сплановані заздалегідь. У листі Форман вказує, що сім тижнів роботи в Connellan Airways, були найщасливішим періодом усього його життя, звинувачує в своєму звільненні і всіх своїх подальших проблемах керівництво Connellan Airways, а також детально вказує мету, яку він хотів досягти своїм вчинком:
1. Закінчити своє власне життя.
2. Вбити й скалічити якомога більше працівників Connellan Airways, особливо двох людей (імена цих людей, вказані Форманом у листі, офіційно не розголошувалися), які є відповідальними за мої теперішні поневіряння.
3. Завдати Connellan Airways якомога більше збитків і труднощів. І в такий спосіб показати, що вони винні, в тому що зі мною сталося.

Разом із листом була відправлена окрема записка, датована 1 січня 1977 року і адресована секретарю міністерства, у якій Форман повідомляє, що він пілот літака, який врізався в офіс Connaira і його лист, це пояснення мети і мотивів його дій. Окремо було зазначено, що він планував здійснити таран в «smoko time», оскільки в цей час у приміщенні для курців збиралась велика кількість людей. Спочатку він хотів скористатися літаком Cessna 210, аероклубу Маунт-Айза, на якому здійснював нерегулярні рейси, катаючи туристів, але пізніше, дізнавшись, що у Віндемі є Beechcraft Baron 58, котрий зберігається в незамкненому ангарі, вирішив викрасти цей літак, бо він був більший, і швидший, і потенційно міг завдати більше шкоди, ніж маленька одномоторна Cessna.

### Вітальна листівка
За 6 днів до катастрофи, 30 грудня 1976 року, Форман відправив із Маунт-Айза вітальну листівку призначену для привітань із першим днем народження, одній зі своїх майбутніх жертв. Вітальна листівка містила послання:
Кінець настане через рік після початку. Стережися тіні в небі. (англ. The end shall come one year after the begining. Beware the shadow in the sky.).
На чільному боці листівки від руки було намальовано двомоторний літак, а на борту літака зображено реєстраційний номер «VN-death». Нажаль листівка довго була в дорозі і не змогла попередити трагедію. Її доставили за призначеною адресою лише через тиждень після катастрофи.

### Вівтар
Працівники поліції міста Маунт-Айза, обстеживши після катастрофи квартиру, яку Форман винаймав останнім часом, знайшли там те, що згодом деякі ЗМІ назвуть «вівтарем». Квартира була розгромлена, меблі потрощені. Залишки меблів та інше сміття було складено на купу, в кутку кімнати. Нагорі цієї купи було розміщено кубок за досягнення на курсі «Blue Flight» у колишній національній авіаційно-космічній академії Сесноку, штату Новий Південний Уельс, а перед кубком у розгорнутому вигляді лежала льотна книжка Формана. У рядку з датою звільнення з Connellan Airways був зроблений напис: «У цей день засуджено на смерть» (англ. Sentenced to death this date). На останній сторінці був занотований план останнього польоту, вказані точна дата, тип літака, позивний, пункт призначення і назва: «Місія Самогубство» (англ. Suicide Mission). Наприкінці було записано фразу «КІНЕЦЬ» (англ. THE END), «THE» на лівій сторінці і «END» навпроти на правій сторінці.

## Наслідки

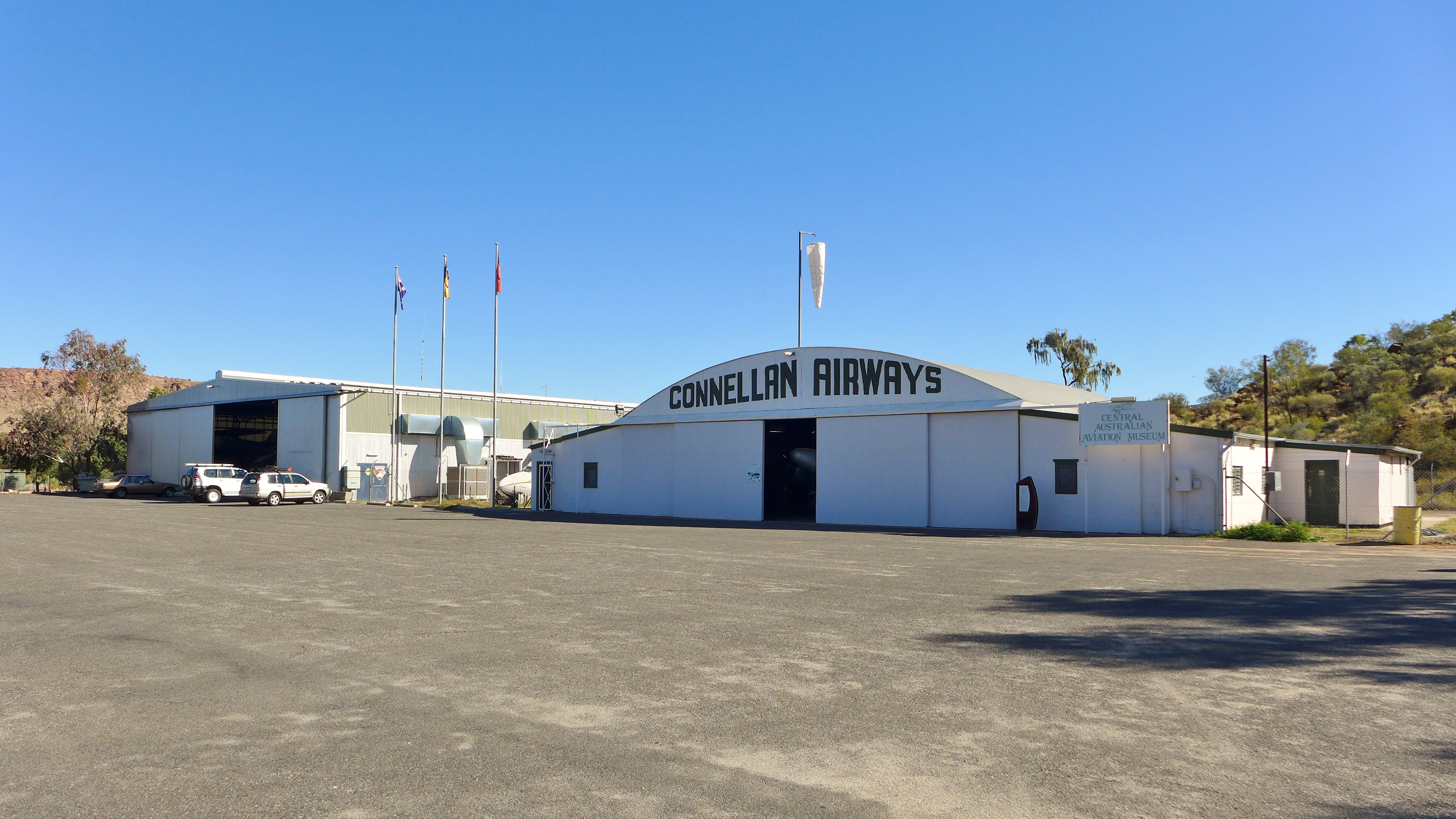
, частиною експозиції якого є відновлений ангар Connellan Airways, той самий, який було атаковано літаком

Ангар, зруйнований під час атаки, було відновлено частково коштом уряду Північної Території, частково завдяки благодійним внескам громадян, і передано у власність нещодавно створеного центрального музею авіації Австралії. 1979 року музей прийняв перших відвідувачів. Ангар в цьому музеї відіграє особливу роль, він використовується як приміщення для зберігання частини постійної експозиції музею і водночас сам є повноцінним експонатом музею, висвітлюючи історію розвитку авіації Австралії. Connellan Airways припинила своє існування 1980 року, усі активи було продано авіакомпанії East-West Airlines, а на кошти, отримані від продажу авіакомпанії, Едвард Коннеллан заснував Connellan Airways Trust — неприбуткову організацію, яка займається грантовим фінансуванням унікальних проєктів з розвитку віддалених територій Австралії. З 2016 року в Connellan Airways Trust запроваджено спеціальну нагороду імені Роджера Коннеллана. Ця нагорода дає можливість людям із глибинки Австралії для професійного розвитку в галузі, пов'язаній з авіацією.
Родичів Коліна Річарда Формана знайти не вдалося, відтак його тіло поховано на цвинтарі міста Аліс-Спрингс, неподалік від тіл його жертв.
Існує дві пам'ятки, збудованих на честь жертв катастрофи:
1. Stuart Rotary Park — парк збудований членами клубу Ротарі на околиці міста Аліс-Спрингс. У парку знаходиться стела з пам'ятною табличкою, на якій вказано імена всіх, хто загинув у цій катастрофі (окрім пілота-самогубця)[16].
2. Монумент пам'яті Роджера Коннеллана, що встановлений на меморіальній алеї мистецького комплексу Araluen у місті Аліс-Спрингс. Монумент являє собою нагромадження кам'яних брил із пам'ятною табличкою посередині. На табличці зображено пасажирський літак і зроблено напис: «У пам'ять про Роджера Даміана Коннеллана, 1944—1977»[17].